# شلموند (میسیسیپی)
شلموند (به انگلیسی: Shellmound) یک منطقهٔ مسکونی در ایالات متحده آمریکا است که در Leflore County واقع شده‌است. شلموند ۴۱٫۱۵ متر بالاتر از سطح دریا واقع شده‌است.